# Алекса Арсовић
Алекса Арсовић (1948) је српски сликар. Члан је УЛУС-а од 1984. године.
2011. био је Лауреат Годишњег салона Kлуба ликовних уметника “Рашка школа”  за слику под називом "Никољача".